# SWI-Prolog
SWI-Prolog es una implementación en código abierto (en inglés, open source) del lenguaje de programación Prolog. Su autor principal es Jan Wielemaker. En desarrollo ininterrumpido desde 1987, SWI-Prolog posee un rico conjunto de características, bibliotecas (incluyendo su propia biblioteca para GUI, XPCE), herramientas (incluyendo un IDE) y una documentación extensiva. SWI-Prolog funciona en las plataformas Unix, Windows y Macintosh.
El nombre SWI deriva de Sociaal-Wetenschappelijke Informatica ("Informática de Ciencias Sociales"), el antiguo nombre de un grupo de investigación en la Universidad de Ámsterdam en el que Wielemaker está integrado. El nombre de ese grupo se cambió posteriormente a HCS (Human-Computer Studies).